# Saint-Étienne-de-Montluc
Pour les articles homonymes, voir Saint-Étienne (homonymie).
Saint-Étienne-de-Montluc (prononcer ) est une commune de l'Ouest de la France, située dans le département de la Loire-Atlantique, en région Pays de la Loire, et faisant partie de la Bretagne historique située au sud du Massif armoricain, qui s'étend sur les rives de la Loire, à 40 km de l'océan Atlantique.

## Géographie

Situation de la commune de Saint-Étienne-de-Montluc dans le département de la Loire-Atlantique.

### Situation
Saint-Étienne-de-Montluc est située entre le sillon de Bretagne et l'estuaire de la Loire, à 20 km environ au nord-ouest de Nantes. De ce fait, de nombreuses îles existantes dans le fil d'eau vive du fleuve ont épousé son évolution. Certaines îles ont complètement disparu aujourd'hui ; certaines ont été raccordées à la rive drainée ; d'autres enfin, ont prospéré en taille, en forme ou ont été agglomérées au cours des siècles.
| Le Temple-de-Bretagne Cordemais | Vigneux-de-Bretagne      | Sautron                   |
| Cordemais                       | Saint-Etienne de Montluc | Couëron                   |
| Cordemais Loire                 | Loire Le Pellerin        | Couëron Loire Le Pellerin |

### Lieux-dits de la commune
Les lieux-dits et écarts de la commune de Saint-Étienne-de-Montluc sont : Ar Mor, Beauregard, Beausoleil, Bellevue, La Bancalière, Chaugenet, Kerrado, La Baie, La Basse Roche, La Blandinière, La Caudelais, La Censive, La Chaussée, La Chauvelais, La Chevalerais, La Clunais, La Garotine, La Gâtais, La Gicquelais, La Grand Vigne, La Grande Noue, La Guerche, La Guillaumière, La Guittonais, La Haute Roche, La Jubinais, La Justice, La Marquellerais, La Petite Rouillonnais, La Quiételais, La Rivière, La Rouillonnais, La Rue Blanche, La Terrousais, La Villate, Le Bois Alix, Le Carrefour, Le Chêne Creux, Le Douet Renard, Le Moulin Neuf, Le Plessis, Le Pré-Cottereau, L'Étang Bernard, Saint-Thomas et Saint-Savin.

### Toponymie
La paroisse de Saint-Étienne n'apparaît pour la première fois sur les parchemins qu'en 1063. On pense que c'est entre les VIe et IXe siècles que le toponyme chrétien de Saint-Étienne remplaça celui de Montluc et que Montluc fut adjoint à Saint-Étienne après 1188.
Montluc vient de mons (colline) et lux (lumière). Selon les hypothèses, nos ancêtres auraient été soit sensibles à la lumière des buttes du sillon de Bretagne ou des feux qu'on y allumait (Monte Lucis), soit attachés à un lieu de culte druidique (Monte Luci) situé au nord-ouest du bourg, « le bois des Bonnes-Dames », au-dessus de la Coletterie.
Durant la Révolution, la commune porte le nom de Messidor.
La commune se situe dans la zone linguistique du Gallo. Langue dans laquelle le nom peut s'écrire Saint-Etiene selon la graphie ABCD ou Sint-t Étiènn de Monlu selon la graphie MOGA. La prononciation est comme en français [sɛ̃tetiɛn] ou [sɛ̃tetiɛndəmɔ̃ly].
En breton, son nom est Sant-Stefan-Brengoloù depuis la fin du XXe siècle.

### Climat
Pour des articles plus généraux, voir Climat des Pays de la Loire et Climat de la Loire-Atlantique.
En 2010, le climat de la commune est de type climat océanique franc, selon une étude du CNRS s'appuyant sur une série de données couvrant la période 1971-2000. En 2020, Météo-France publie une typologie des climats de la France métropolitaine selon laquelle la commune est exposée à un climat océanique et est dans la région climatique  Bretagne orientale et méridionale, Pays nantais, Vendée, caractérisée par une faible pluviométrie en été et une bonne insolation. 
Pour la période 1971-2000, la température annuelle moyenne est de 12,2 °C, avec une amplitude thermique annuelle de 13,4 °C. Le cumul annuel moyen de précipitations est de 755 mm, avec 12,2 jours de précipitations en janvier et 5,9 jours en juillet. Pour la période 1991-2020, la température moyenne annuelle observée sur la station météorologique de Météo-France la plus proche, « Nantes-Bouguenais », sur la commune de Bouguenais à 16 km à vol d'oiseau, est de 12,7 °C et le cumul annuel moyen de précipitations est de 819,5 mm,. Pour l'avenir, les paramètres climatiques de la commune estimés pour 2050 selon différents scénarios d'émission de gaz à effet de serre sont consultables sur un site dédié publié par Météo-France en novembre 2022.

## Urbanisme

### Typologie
Au 1er janvier 2024, Saint-Étienne-de-Montluc est catégorisée « petite ville », selon la nouvelle grille communale de densité à sept niveaux définie par l'Insee en 2022.
Elle appartient à l'unité urbaine de Saint-Étienne-de-Montluc, une unité urbaine monocommunale constituant une ville isolée,. Par ailleurs, la commune fait partie de l'aire d'attraction de Nantes, dont elle est une commune de la couronne,. Cette aire, qui regroupe 116 communes, est catégorisée dans les aires de 700 000 habitants ou plus (hors Paris),.

### Occupation des sols
L'occupation des sols de la commune, telle qu'elle ressort de la base de données européenne d’occupation biophysique des sols Corine Land Cover (CLC), est marquée par l'importance des territoires agricoles (89,1 % en 2018), en diminution par rapport à 1990 (92,3 %). La répartition détaillée en 2018 est la suivante : 
prairies (51,5 %), zones agricoles hétérogènes (36 %), zones urbanisées (5,1 %), zones industrielles ou commerciales et réseaux de communication (2,6 %), forêts (1,7 %), terres arables (1,6 %), zones humides intérieures (0,9 %), eaux continentales (0,6 %). L'évolution de l’occupation des sols de la commune et de ses infrastructures peut être observée sur les différentes représentations cartographiques du territoire : la carte de Cassini (XVIIIe siècle), la carte d'état-major (1820-1866) et les cartes ou photos aériennes de l'IGN pour la période actuelle (de 1950 à aujourd'hui).

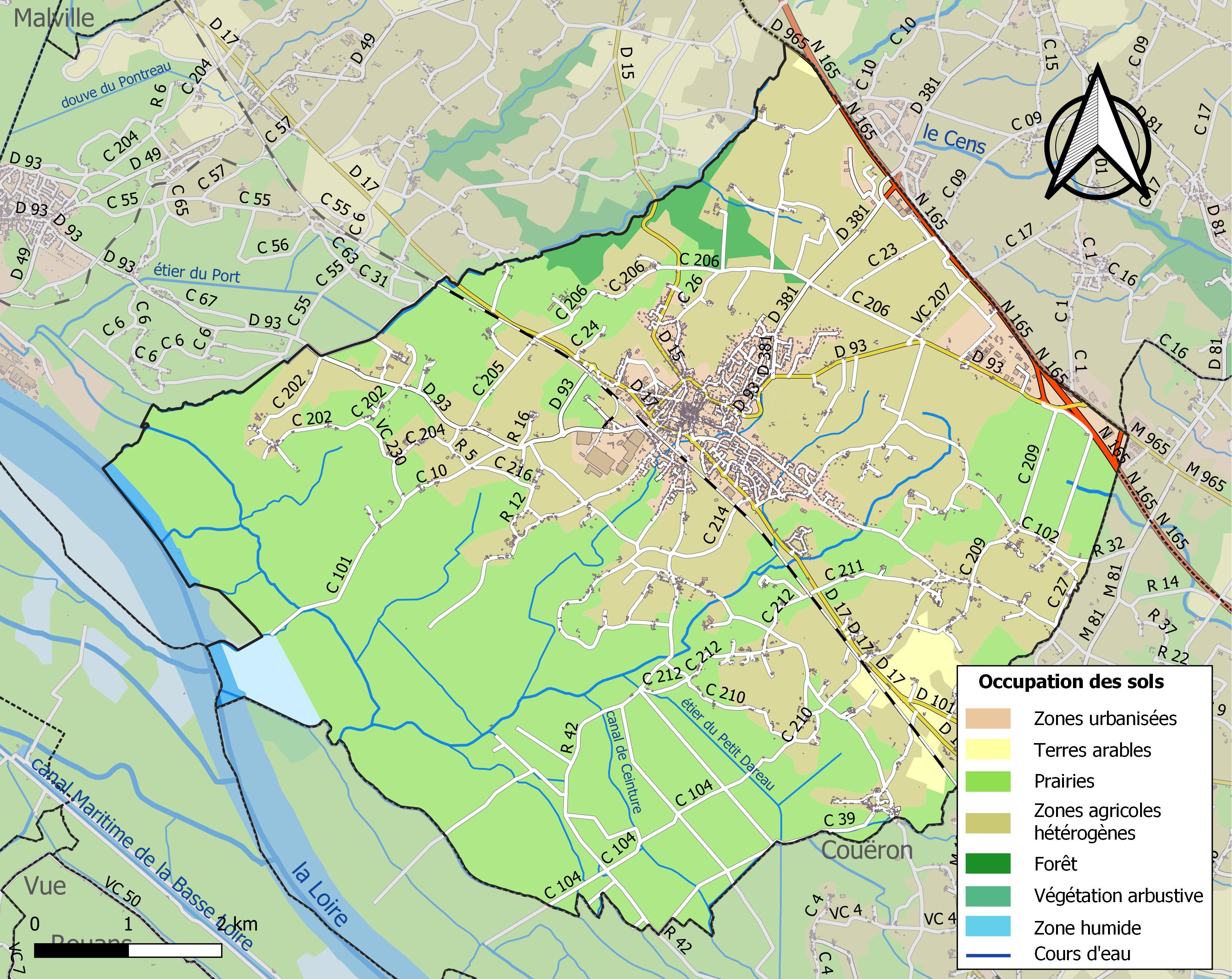
Carte des infrastructures et de l'occupation des sols de la commune en 2018 (CLC).

## Histoire

### Préhistoire et antiquité
C'est sans doute aux Celtes que Saint Étienne doit son nom de « Mont-Luc ».
À l'époque gallo-romaine, un réseau très important de voies romaines fut créé. On l'emprunte partiellement aujourd'hui, sur de grands tronçons du GR3.

### Moyen Âge
La paroisse de Saint Étienne n'apparaît pour la première fois sur les parchemins qu'en 1063.
À la création de l'abbaye de Buzay — l'établissement cistercien de Buzay a été fondé en deux temps distincts —, la plus grande partie des marais de Loire, tant au sud qu'au nord du fleuve, furent des dépendances de cette abbaye. Les hommes des moines vont pratiquer l'assèchement en particulier par endiguement en prenant appui sur les îles (par exemple l'île du Dareau). Ils s'appuieront sur un scénario sans failles pour transformer peu à peu les prés inondables en terres valorisables pour la culture et surtout l'élevage. Ils traversaient le fleuve très fréquemment pour visiter leurs propriétés. Après la guerre de Succession de Bretagne est apparu un personnage redoutable, l'honnête frère Gauguet. Ce moine achetait et vendait pour l'abbaye, mais aussi pour son propre patrimoine. Il a su créer un patrimoine gigantesque en quelques années. On suppose qu'il s'agissait du seigneur de Périer, une seigneurie en Sainte-Opportune. C'est à partir de ce moment que l'abbaye va céder des terres en longue durée à cens ou à rente à des fermiers. Plus tard les moines ont même vendu des terres non stratégiques, grâce à une astuce fondée sur les principes dits du mort-gage encore utilisés en Grande-Bretagne pour l'achat de propriétés à tempérament. Par le système de la commandite proposé par les rois de France, les abbés deviennent des courtisans qui profitent sans vergogne de la rente[réf. souhaitée]. À la Révolution française, il n'y a presque plus de moines. L'abbaye est supprimée et ses terres vendues et partagées entre les différentes communes concernées. À sa grande époque, avec son patrimoine de marais, d'îles de Loire et de salins, on peut dire que l'abbaye de Buzay a été immensément riche, même s'il n'y a que peu de traces visibles de cette richesse aujourd'hui.
Le travail des moines sur les basses terres
Sur les marais des deux côtés de la Loire, les moines ont créé un système de collecte des eaux appuyé sur des écluses placées au débouché des principaux étiers collecteurs. Pour la rive droite, nous avons donc une première écluse à Cordemais, une écluse à la Tineuse sur l'étier de Gicquelais et une écluse sur l'étier du Vair en amont vers l'île de la baie. Il est possible qu'il y en ait eu une dernière sur l'étier du Dareau. On peut supposer que l'environnement de l'île de l'Étang-Bernard était pris en compte par ce dernier étier. Ces étiers recevaient l'eau des douves et des fossés, banches, cures et tranchées. Les îles devenaient des prairies drainées propres à être travaillées. L'île de l'Anelière (aujourd'hui l'Inelière) devait convenir à des moutons. Quiriole (Quérou?) était la principale prairie drainée de Loire à l'ouest du village de Saint-Étienne. La Musse et la Grande Vallée étaient les deux prairies de l'est. La première prenait la suite de l'île Dareau. Les moyens des barrages au départ devaient être rudimentaires, des levées de terres des claies fixées sur des claies qu'on appelle « ramées » en roman.
L'île de Vair a une histoire particulière. Son nom est certainement germanique ou scandinave. Le mot Weir ou Wair désigne un barrage de retenue pour la pêche. Il y avait sur l'étier deux moulins à marée. Cette île a été possédée par l'abbaye de Fontevraud (une abbaye de femmes) qui y avait une chapelle et un marais salant. On évoque aussi deux moulins à marée sur l'étier du Vair. Le travail de conquête des terres a pris des siècles aux dépens d'un golfe qu'on pourrait appeler le « golfe de Corbilo » et qui était une mer libre à l'époque de la conquête romaine.
Le territoire concerné de ce marais drainé (rive droite de Loire) qui s'étend sur Couëron, Saint-Étienne et Cordemais a été définitivement acté par la duchesse Constance de Bretagne. Le marais entre Couëron et Saint-Étienne-de-Montluc était traversé par un seil, un bras d'eau plutôt salé qui se rejetait des deux côtés dans la Loire. Il était appelé le Seil — ou le Sail — de Bretagne. Il y avait sur le bord de ce seil une chapelle qui s'appelait Dousseuils ou Doceuls ainsi que le lieu-dit correspondant à une chapellenie très ancienne dont on retrouve la trace dans les archives. Ce pourrait être l'origine du nom Doceul encore très présent localement. Sous le poids des travaux hydrauliques, le tracé du seil de Bretagne a quant à lui entièrement disparu aujourd'hui.

## Politique et administration

### Logo
| Logo de Saint-Etienne de Montluc depuis 1988 | « Logo de Saint-Étienne-de-Montluc », depuis 1988. |

Le logo est défini comme suit :
- la ville est représentée par le rond noir du centre ;
- la partie basse en bleu représente la Loire qui traverse la commune ;
- la partie haute en vert représente le sillon de Bretagne ;
- les lignes courbées qui rappellent le S de Saint, représentent également les moulins et permettent de séparer de manière distincte la Loire et le sillon de Bretagne d’avec la ville se trouvant au milieu comme dans la réalité ;
- la couleur marron des courbes représente l'agriculture de la ville[30].

### Liste des maires
| Période                                  | Période          | Identité                      | Étiquette | Qualité |
| ---------------------------------------- | ---------------- | ----------------------------- | --------- | --- |
| 3 février 1790                           | 14 novembre 1791 | Jean Pillet                   |           | |
| 15 novembre 1791                         | janvier 1793     | Julien Chapron                |           | laboureur |
| janvier 1793                             | 1803             | Pierre Perchais               |           | avocat |
| 1803                                     | 1807             | Joseph Moisan                 |           | notaire |
| 1808                                     | 1817             | comte Louis Marie de Chevigné |           | officier de la Garde nationale |
| 1817                                     | 1820             | François Morin de Premion     |           | avocat en parlement |
| 1820                                     | 1827             | comte Louis Marie de Chevigné |           | officier de la Garde nationale |
| 1827                                     | 1830             | Narcisse Briand-Martinerie    |           | notaire |
| 1830                                     | 1870             | Henry Ceineray                |           | docteur en médecine |
| 1870                                     | 1871             | Narcisse Chantreau            |           | docteur en médecine, conseiller général |
| 1871                                     | mai 1881         | Henri Dubois de La Patellière |           | |
| 1881                                     | 1882             | Auguste Rouaud                |           | avocat |
| 1882                                     | mai 1917         | Henri Dubois de La Patellière |           | |
| 1917                                     | décembre 1919    | Joseph Simon                  |           | épicier |
| décembre 1919                            | 1941             | Henri Rado de Saint-Guédas    |           | avocat |
| 1941                                     | 1944             | Jean Allais                   |           | Cultivateur, conseiller départemental |
| 1944                                     | 1945             | Pierre Chausson               |           | notaire |
| 1945                                     | 1964             | Auguste Lelord                |           | directeur d'assurances |
| 1964                                     | 1971             | Louis Lizé                    |           | |
| 1971                                     | 1995             | Jean Redor                    | DVD       | meunier-minotier, conseiller général du canton de Saint-Etienne-de-Montluc de 1988 à 1995                                                                 |
| 1995                                     | 2014             | Marcel Huou                   | DVD       | chef d'entreprise |
| 2014                                     | En cours         | Rémy Nicoleau                 | DVC       | - Président de la communauté de communes Estuaire et Sillon - 3e vice président du pôle métropolitain Nantes - Saint-Nazaire - Conducteur de TGV retraité |
| Les données manquantes sont à compléter. |                  |                               |           | |

### Budget
| , |

#### Évolution de la fiscalité
| Taxe d'habitation | 15.75% | 15.75% | 15.75% | 15.75% | 15.75% | 15.75% | 15.75% | 15.75% | 15.75% | 15.75% | 15.75% |
| Foncier bâti      | 21.02% | 21.02% | 21.02% | 21.02% | 21.02% | 21.02% | 21.02% | 21.02% | 36.02% | 36.02% | 38.02% |
| Foncier non bâti  | 44.00% | 44.00% | 44.00% | 44.00% | 44.00% | 44.00% | 44.00% | 44.00% | 44.00% | 44.00% | 44.00% |
| Année             | 2013   | 2014   | 2015   | 2016   | 2017   | 2018   | 2019   | 2020   | 2021   | 2022   | 2023   |

### Jumelages
La ville est jumelée avec :
 Mühlhausen (Bade-Wurtemberg) (Allemagne)

## Population et société

### Démographie
Selon le classement établi par l'Insee, Saint-Étienne-de-Montluc est une ville isolée qui est le centre d'un bassin de vie. Elle fait partie de l'aire urbaine et de la zone d'emploi de Nantes. Toujours selon l'Insee, en 2010, la répartition de la population sur le territoire de la commune était considérée comme « peu dense » : 96 % des habitants résidaient dans des zones « peu denses »  et 4 % dans des zones « très peu denses ».

#### Évolution démographique
L'évolution du nombre d'habitants est connue à travers les recensements de la population effectués dans la commune depuis 1793. Pour les communes de moins de 10 000 habitants, une enquête de recensement portant sur toute la population est réalisée tous les cinq ans, les populations de référence des années intermédiaires étant quant à elles estimées par interpolation ou extrapolation. Pour la commune, le premier recensement exhaustif entrant dans le cadre du nouveau dispositif a été réalisé en 2006.

En 2022, la commune comptait 7 739 habitants, en évolution de +11,32 % par rapport à 2016 (Loire-Atlantique : +6,68 %, France hors Mayotte : +2,11 %).
| 1793  | 1800  | 1806  | 1821  | 1831  | 1836  | 1841  | 1846  | 1851  |
| ----- | ----- | ----- | ----- | ----- | ----- | ----- | ----- | ----- |
| 4 293 | 4 118 | 4 354 | 4 388 | 4 348 | 4 551 | 4 540 | 4 714 | 4 778 |

| 1856  | 1861  | 1866  | 1872  | 1876  | 1881  | 1886  | 1891  | 1896  |
| ----- | ----- | ----- | ----- | ----- | ----- | ----- | ----- | ----- |
| 4 723 | 4 783 | 4 874 | 4 760 | 4 739 | 4 516 | 4 417 | 4 322 | 4 314 |

| 1901  | 1906  | 1911  | 1921  | 1926  | 1931  | 1936  | 1946  | 1954  |
| ----- | ----- | ----- | ----- | ----- | ----- | ----- | ----- | ----- |
| 4 174 | 4 170 | 4 218 | 3 756 | 3 748 | 3 658 | 3 629 | 3 852 | 3 712 |

| 1962  | 1968  | 1975  | 1982  | 1990  | 1999  | 2006  | 2011  | 2016  |
| ----- | ----- | ----- | ----- | ----- | ----- | ----- | ----- | ----- |
| 3 520 | 3 595 | 3 900 | 5 018 | 5 759 | 6 228 | 6 587 | 6 622 | 6 952 |

| 2021  | 2022  | - | - | - | - | - | - | - |
| ----- | ----- | - | - | - | - | - | - | - |
| 7 658 | 7 739 | - | - | - | - | - | - | - |

En 2014 et 2015, la ville a continué à développer de nouveaux lotissements, avec succès. De nombreuses habitations individuelles ont été construites dans 3 lotissements distincts, représentant environ 300 maisons. On peut donc s'attendre à une augmentation importante de la population lors du recensement 2016.

#### Pyramide des âges
La population de la commune est relativement jeune.
En 2018, le taux de personnes d'un âge inférieur à 30 ans s'élève à 35,9 %, soit en dessous de la moyenne départementale (37,3 %). À l'inverse, le taux de personnes d'âge supérieur à 60 ans est de 23,1 % la même année, alors qu'il est de 23,8 % au niveau départemental.
En 2018, la commune comptait 3 573 hommes pour 3 727 femmes, soit un taux de 51,05 % de femmes, légèrement inférieur au taux départemental (51,42 %).
Les pyramides des âges de la commune et du département s'établissent comme suit.
| Hommes | Classe d’âge | Femmes |
| ------ | ------------ | ------ |
| 0,3    | 90 ou +      | 1,2    |
| 5,9    | 75-89 ans    | 8,4    |
| 15,4   | 60-74 ans    | 14,9   |
| 23,3   | 45-59 ans    | 22,0   |
| 18,2   | 30-44 ans    | 18,5   |
| 16,2   | 15-29 ans    | 15,7   |
| 20,7   | 0-14 ans     | 19,4   |

| Hommes | Classe d’âge | Femmes |
| ------ | ------------ | ------ |
| 0,6    | 90 ou +      | 1,8    |
| 6      | 75-89 ans    | 8,6    |
| 15,1   | 60-74 ans    | 16,4   |
| 19,4   | 45-59 ans    | 18,8   |
| 20,1   | 30-44 ans    | 19,3   |
| 19,2   | 15-29 ans    | 17,4   |
| 19,5   | 0-14 ans     | 17,6   |

### Éducation - Enseignement
La commune de Saint-Étienne de Montluc possède trois groupes scolaires :
- le groupe scolaire privé de Sainte-Marie
  - école maternelle,
  - école primaire ;
- le groupe scolaire public de la Guerche
  - école maternelle,
  - école primaire ;
- le groupe scolaire public de la Chênaie
  - école maternelle,
  - école primaire.

La commune dispose également de deux autres centres de formations :
- le campus de formation national Engie ERDF et GRDF Gaz de France
- le lycée/collège pro : MFR, formations, apprentissages spécialisés en électricité et en informatique.

## Transports

### Transport ferroviaire
- La commune possède sa propre gare SNCF.
  - TER 1 (Nantes ↔ Saint-Nazaire/Le Croisic)
  - TER 1bis (Nantes ↔ Savenay)
  - TER 2 (Nantes ↔ Redon ↔ Rennes)
  - TER 2bis (Nantes ↔ Redon ↔ Quimper)

### Projet du Pôle de la gare
Depuis plusieurs années, la ville envisage de gros travaux à la zone de la gare (2AUg sur le Plan local d'urbanisme intercommunal (PLUi)).
Ces travaux consistent à urbaniser le centre-ville autour de la gare, à créer une multitude d'habitations, améliorer les dessertes de transports.
Le lancement de ce projet est prévu le 20 mars 2019.

### Transport en autocars réguliers
La ligne 350 du réseau Aléop dessert la commune.

### Transport en autocars scolaires
Les transports scolaires sont gérés par la région des Pays de la Loire et sont organisés localement par la Communauté de communes Estuaire et Sillon.
- Les lignes 83, 84, 85, 86 et 88 desservent la commune en direction de Savenay pour les Collèges Saint Joseph et Mona Ozouf et le Lycée Jacques-Prévert.
- Les lignes 03, 05, 06, 07, 08, 09 et 54 desservent la commune en direction de Cordemais pour le Collège Paul Gauguin.
- Les lignes 25, 26 et 27 desservent la commune en direction de Couëron pour les Collèges Sainte Philomène et Paul Langevin.
- Les lignes 05, 06, 07, 08, 25 et 26 desservent la commune en direction de Saint-Étienne-de-Montluc pour le Groupe scolaire de la Guerche et le groupe Scolaire de Sainte-Marie

### Transport aérien
- Aéroport Nantes-Atlantique
  - À 20 minutes en voiture
  - À 30 minutes grâce au TER depuis la Gare puis avec la navette aéroport TAN.
  - Avec la ligne de car 350 Aléop passant sur la commune, rejoindre le centre ville ou la Gare de Nantes puis utiliser la navette aéroport TAN.

### Transport routier
La ville est desservie par plusieurs axes routiers importants.
- La RN165 liant Nantes à Brest avec 3 échangeurs sur la commune ;
- La RD17 permettant de se rendre sur les Hauts de Coueron et Saint Saint-Saint-Herblain et dans l'autre sens se rendre à Cordemais / Savenay.
- La RD15 permettant de rejoindre Le Temple-de-Bretagne / Blain / Beslé
- La RD93 permettant de rejoindre Cordemais / Bouée ou Sautron

## Emblèmes

### Héraldique
| Blason | Blasonnement : D'hermine à la fasce alésée de gueules chargée de trois fleurs de lys d'or. Commentaires : Armes de la famille d'Acigné. Jean Ier d'Acigné prit part à la bataille de Nicopolis en 1397. Amaury d'Acigné fut évêque de Nantes de 1462 à 1476. L'hermine évoque le blasonnement d'hermine plain de la Bretagne, rappelant l'appartenance passée de la ville au duché de Bretagne. |

### Devise
La devise de Saint-Étienne-de-Montluc : Neque Terrent Monstra.

## Lieux et monuments
- Menhir de Haute Roche.
- Centre de formation GDF Suez / Enedis de Nantes-Montluc

### Châteaux et demeures
- Le manoir du XVe siècle (vers 1470)
- La Peltancherie du XIXe siècle
- Le château de la Biliais du XVIIIe siècle

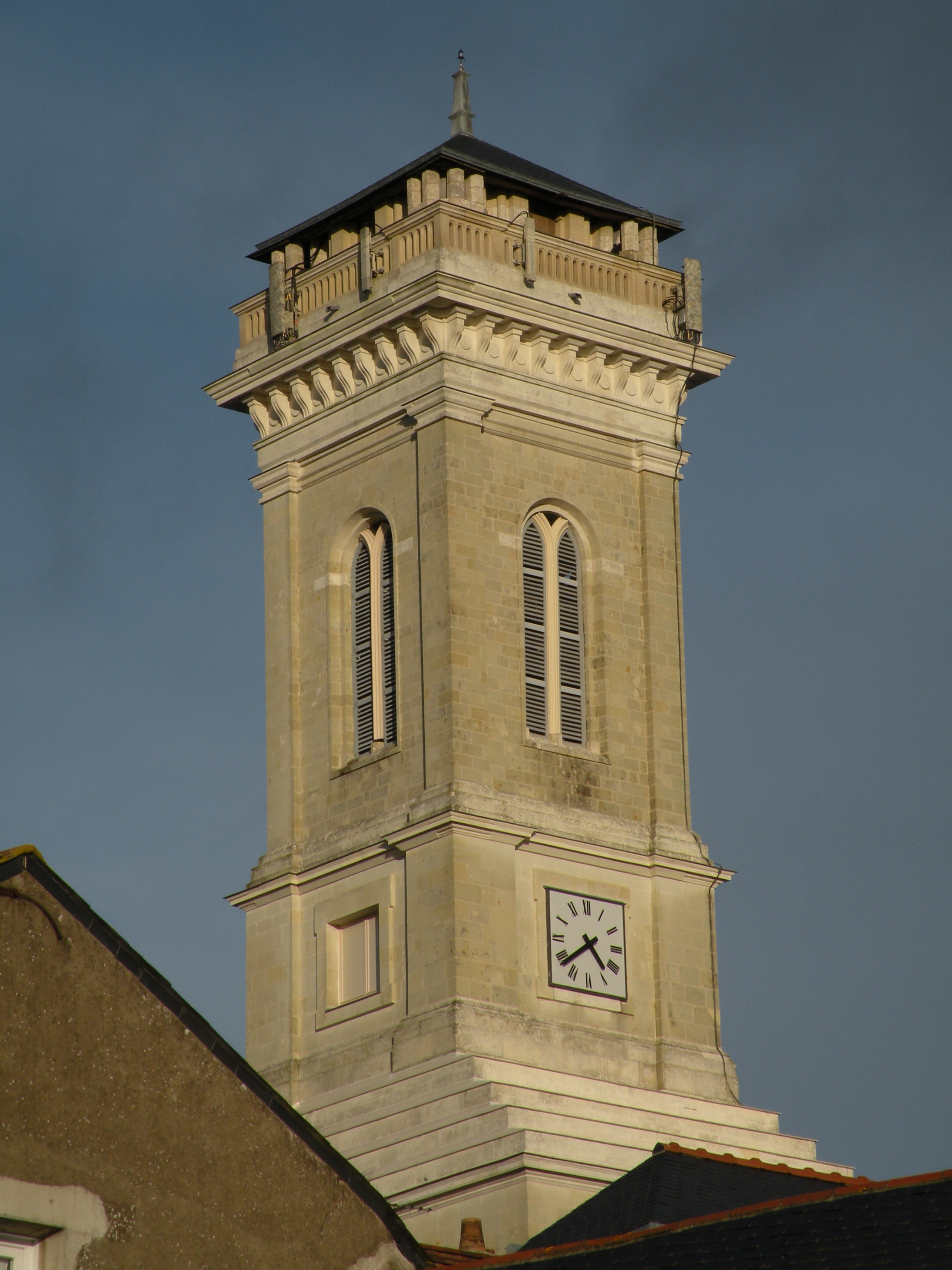
Clocher de l'église Saint-Étienne

- Le château de la Juliennais
- Le château de Saint-Thomas
- Le château de la Vallais
- Le château du Perrorteau
- Le château de Ker Rado

### Patrimoine religieux
- L'église Saint-Étienne, du XIXe siècle, inscrite à l’inventaire supplémentaire des monuments historiques depuis le 5 octobre 2007[42].
- De nombreuses chapelles dont la chapelle Saint-Savin, la chapelle de l'Angle et la chapelle du château de Saint-Thomas.

## Personnalités liées à la commune
- Jacques Gaudin de la Bérillais (1735-1793), élu à Saint-Étienne-de-Montluc chef des royalistes de la région et médiateur, exécuté en 1793.
- François Maisonneuve (1744-1813), prêtre, recteur de Saint-Étienne-de-Montluc, député aux États généraux de 1789, né à Saint-Étienne-de-Montluc.
- Dominique Piron dit Piron de La Varenne (1760-1794), général vendéen, né à Saint-Étienne-de-Montluc.
- François Dorvault (1815-1879), fondateur de la Pharmacie centrale de France, né à Saint-Étienne-de-Montluc.
- Philippe Ménoret (1850-1876), missionnaire, né à Saint-Étienne-de-Montluc.
- Eugène Le Fer de La Motte (1867-1936), évêque de Nantes (1914-1935), mort à Saint-Étienne-de-Montluc.
- Abel Durand (1879-1975), avocat, sénateur de 1946 à 1958, né à Saint-Étienne-de-Montluc.
- Gilbert Lelord (1927-2017), pédopsychiatre né à Saint Étienne-de-Montluc.